# موشوفتسی
موشوفتسی (به اسلواکی Mošovce), دهکدهای مهم در اسلواکی مرکزی است 
با شمار زیادی مقبره تاریخی.

## ادبیات
این دهکده زادبوم شاعر بزرگ اسلواکی، یان کولار (Ján Kollár)، و فوتبالیست، الکساندر هوروات (Alexander Horváth) است.

## نگارخانه

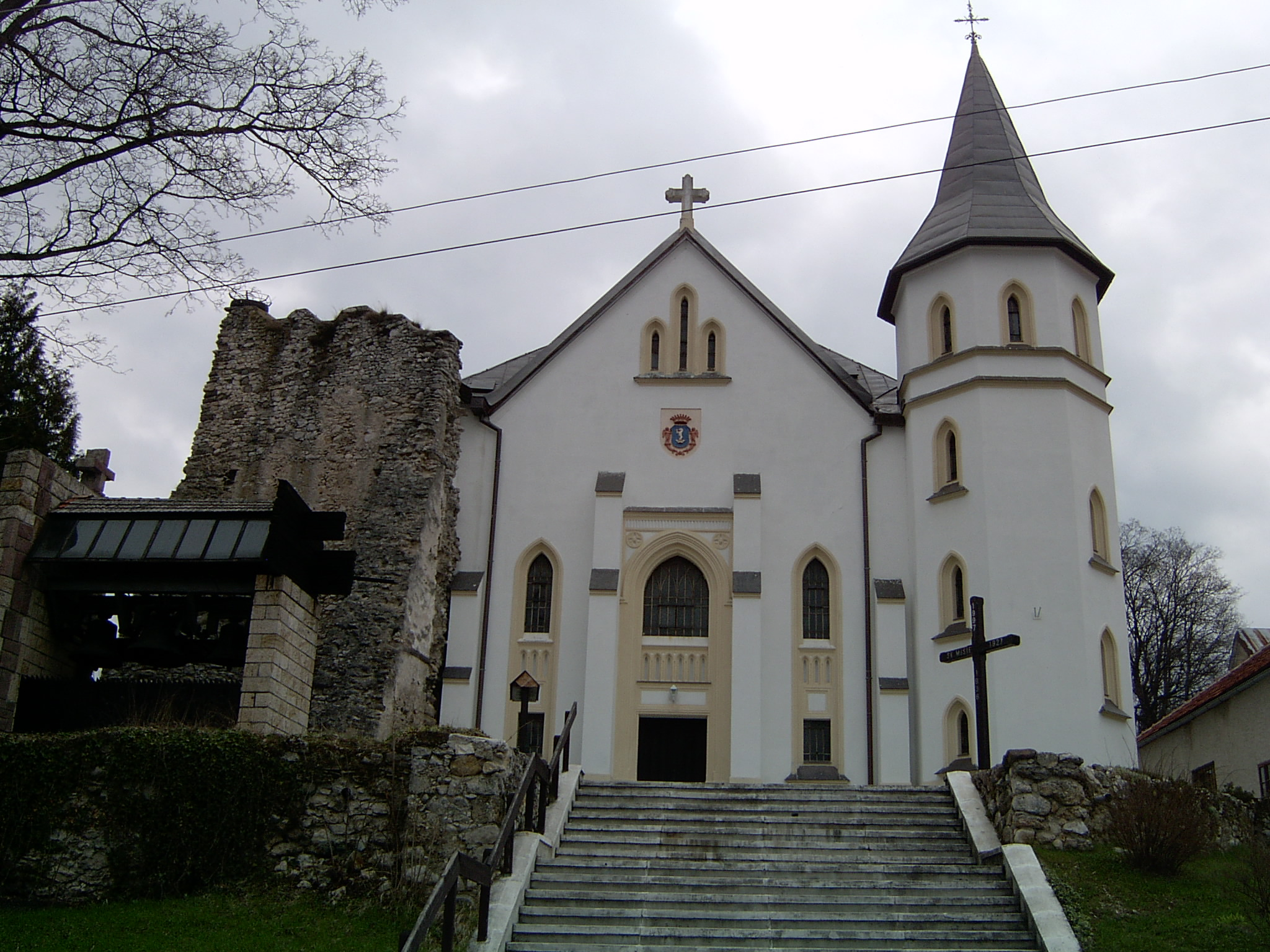
کلیسا جامع - موشوفتسی
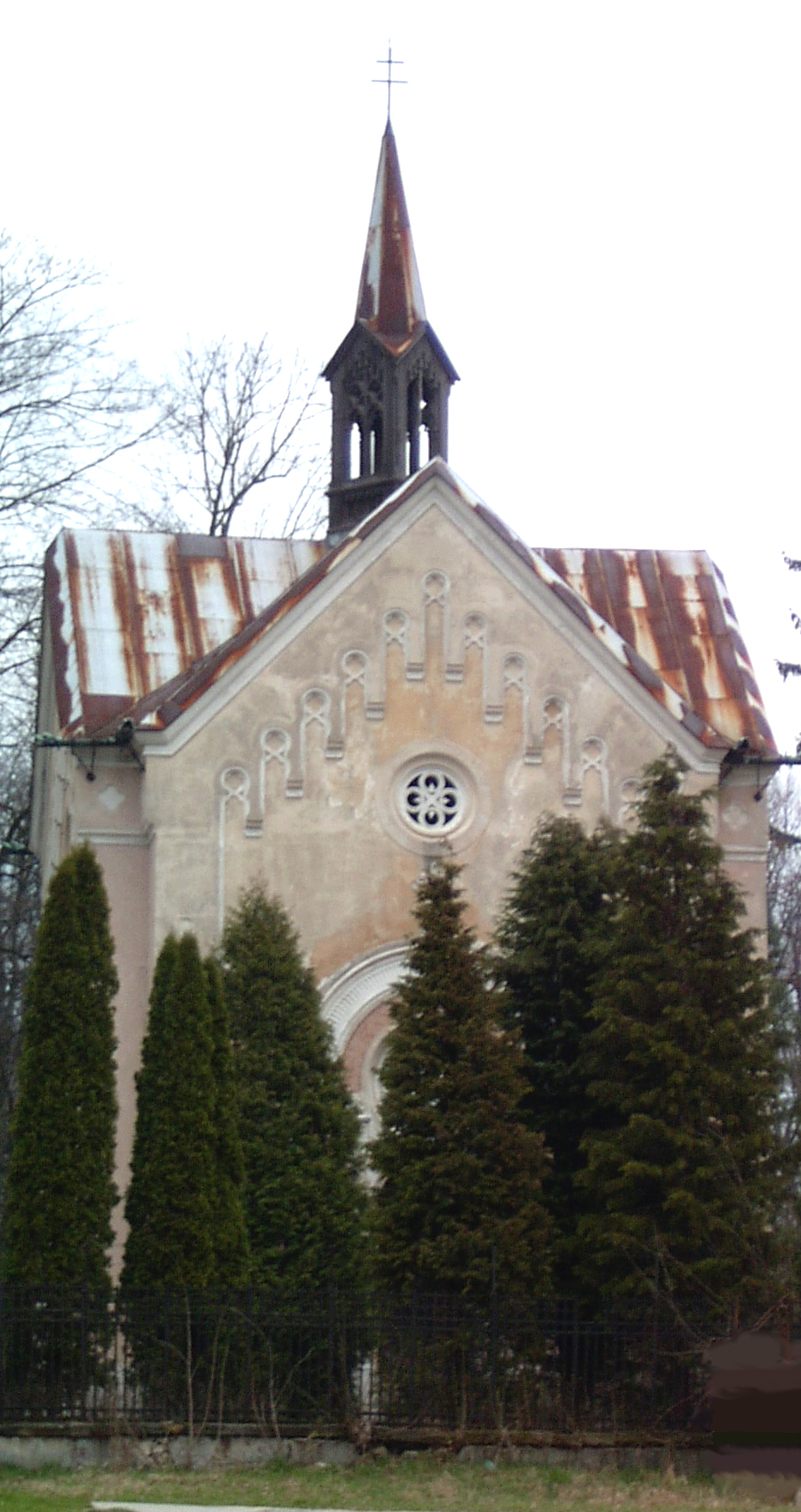
کلیسای کوچک - موشوفتسی

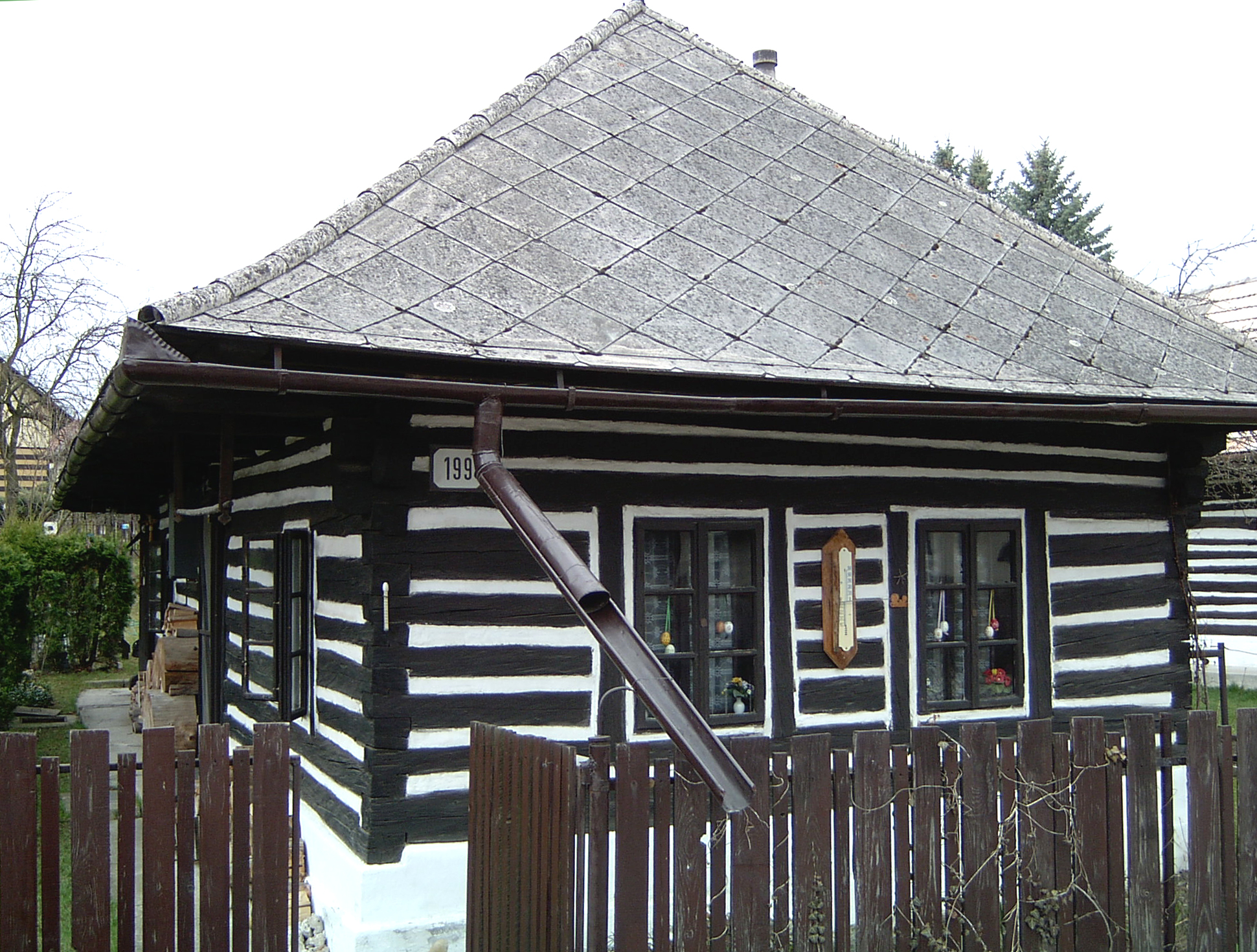
معماری باستانی - موشوفتسی
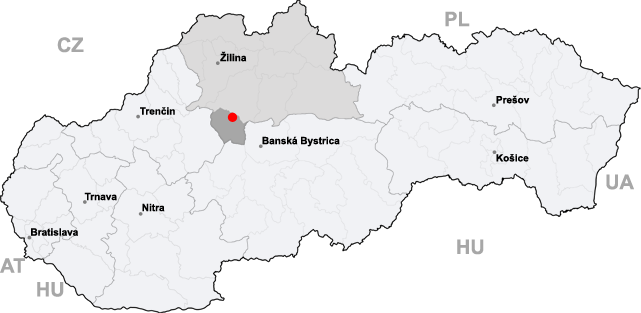
موشوفتسی - اسلواکی
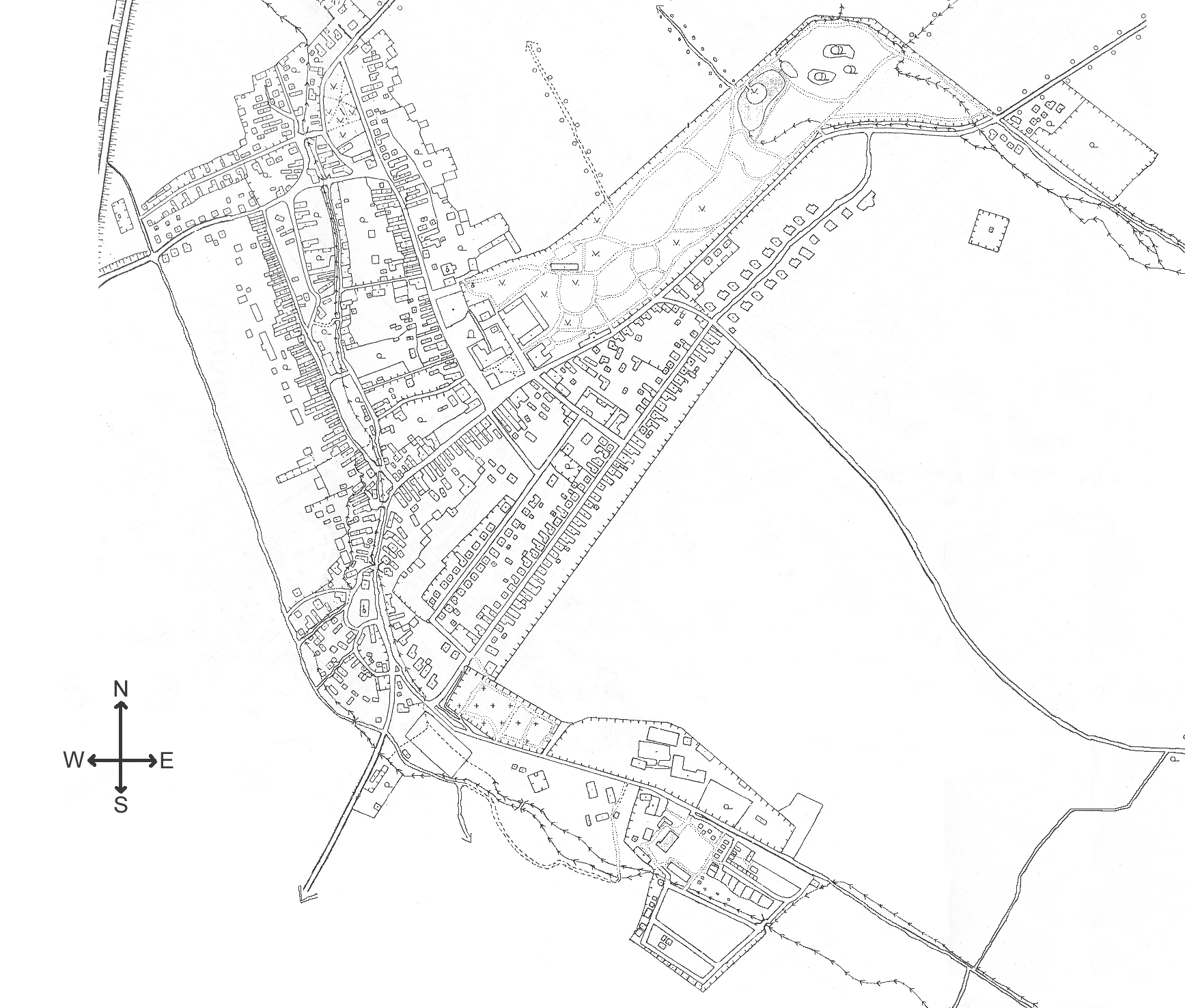
موشوفتسی - نقشه